# Raa (Malediven)
Maalhosmadulu Uthuruburi (Nord-Maalhosmadulu, Dhivehi މާޅޮސްމަޑުލު އުތުރުބުރި), mit der Thaana-Kurzbezeichnung ރ (Raa), ist ein Verwaltungsatoll (Distrikt) der Malediven. Die Einwohnerzahl beträgt etwa 14.750 (Stand 2006).
Das Verwaltungsgebiet umfasst zwei natürliche Atolle der westlichen Atollkette der Malediven: Das namensgebende Nord-Maalhosmadulu-Atoll mit über 80 Inseln sowie das nördlich davon gelegene, kleine Alifushi-Atoll (Powell Islands) mit zwei Inseln.
Direkt im Süden und nur durch den schmalen Moresby Channel (Hani Kandu) getrennt schließen das Fasdhūtherē-Atoll und Süd-Maalhosmadulu-Atoll an, die zum Distrikt Baa gehören. Weitere benachbarte Distrikte sind Noonu und Shaviyani (beide Miladhunmadulu-Atoll) im Osten. Die Entfernung zur Hauptstadt Malé beträgt etwa 170 km.
15 Inseln sind bewohnt, neben dem Verwaltungshauptort Ungoofaaru sind dies die Insel Alifushi (Alifushi-Atoll), Angolhitheemu, Dhuvaafaru, Fainu, Hulhudhuffaaru, Inguraidhoo, Innamaadhoo, Kinolhas, Maakurathu, Maduvvari, Meedhoo, Rasgetheemu, Rasmaadhoo und Vaadhoo. Insgesamt gehören 92 Inseln zu Raa.
Das Verwaltungsatoll Raa gehörte bis in die späten 1990er-Jahre zu den Gebieten, in denen Tourismus nicht erlaubt war. Bedingt durch die abgelegene Lage wurde seitdem nur langsam mit der touristischen Erschließung begonnen, die derzeit einzigen Touristeninseln sind Meedhupparu (2000 eröffnet), Furaveri (2016), Filaidhoo (Reethi Faru Resort, August 2017 eröffnet), Dhigali (Mai 2017) und Kudafushi Resort & Spa (2017 eröffnet).